# Gimblette
La gimblette est un petit gâteau sec originaire d'Albi au sud-ouest de la France.

## Description
C'est un biscuit en forme d'anneau de 50 grammes environ. Il est parfumé au cédrat confit et au citron. 

## Origine

### Historique
La gimblette est une tradition de pâtisserie produite entre Carême et Pâques. La forme d'anneau permettait de les accrocher sur les branches de la fête du dimanche des Rameaux pour les bénir. 
En 1680, les gimblettes du Languedoc sont réputées. En 1767, le « gazetin du comestible » précise  que les gimblettes d'Albi sont vendues à Paris quinze sous la douzaine. Le décollage économique de la production se produit en 1740, lorsque Jean-Barthélémy Portes, un fougassier venu des environs de Cordes-sur-Ciel, s'installe à Albi comme « gimblettier ». C'est encore sa famille qui a créé un autre échaudé albigeois, le petit janot et les actuels producteurs ont une parenté plus ou moins lointaine avec cet aïeul.
À la fin du XIXe siècle, la maison Vié commercialisait à elle seule 300 000 gimblettes par an. Cette production diminue continuellement au cours du XXe siècle et la tradition se perd, certains boulangers-pâtissiers vendant des gimblette à base de pâte briochée.

### Étymologique
Le gimel était la branche de laurier ou romarin sur lequel les croyants accrochaient des anneaux de gâteaux lors de la fête des Rameaux. Les biscuits furent appelés gimelettos, devenus gimblettes.

## Usage
C'est une petite gourmandise qui peut se consommer comme en-cas durant toute la journée.

## Fabrication
Les ingrédients, farine, sucre, œufs, beurre sont assemblés à chaud, parfumés au cédrat confit, au zeste de citron ou à l'eau de fleur d'oranger. Après un repos d'une nuit, la pâte est roulée en baguette, coupée et les portions soudées bout à bout pour confectionner un anneau. Ils sont plongés dans l'eau bouillante jusqu'à ce qu'ils remontent avant d'être égouttés et recuits au four. À sa sortie, ils sont badigeonnés de blanc d’œuf et repassés un instant au four pour briller.

## Source